# Сцене из брака (америчка мини-серија)
Сцене из брака (енгл. Scenes from a Marriage) је америчка драмска мини-серија издавача, писца и редитеља Хагаија Левија за HBO и главне улоге играју Оскар Ајзак и Џесика Частејн. Представља римејк на енглеском језику шведске мини-серије из 1973. Ингмара Бергмана. Премијерно је емитована 12. септембра 2021. године.
Српска премијера серије одржана је 13. септембра 2021. године на HBO Go-у и HBO-у.

## Радња
Адаптација шведске мини серије из 1970-их са фокусом на савремене америчке парове.

## Улоге

### Главне
- Оскар Ајзак као Џонатан
- Џесика Частејн као Мира

### Споредне
- Сунита Мани
- Никол Бехари
- Кори Стол
- Тава Фелдшух

## Продукција

### Развој
У јулу 2020. године, најављено је да је HBO дао зелено светло мини-серији, са Хагаијем Левијем као писцем и редитељем, а Оскар Ајзак и Мишел Вилијамс као извршним продуцентима.

### Кастинг
По најави наруџбине мини-серије, Ајзак и Вилијамс су такође добили улоге. Вилијамс је у октобру била приморана да напусти своју главну улогу због сукоба око планирања, али је остала као извршни продуцент. Она је замењена Џесиком Частејн. У новембру 2020. године, Сунита Мани је добила споредну улогу. У јануару 2021. године, споредним улогама су се придружили Никол Бехари, Кори Стол и Тава Фелдшух.

### Снимање
Снимање је почело у октобру 2020. године у Њујорку и било је прекинуто на две недеље у новембру након што су два члана продукције екипе била позитивна на ковид 19.

## Издање
Ограничена серија од пет епизода премијерно је приказана на 78. филмском фестивалу у Венецији у категорији ван конкуренције. Премијера ограничене серије одржана је 12. септембра 2021. године на HBO-у.